# Pierre Granier-Deferre
Pour les articles homonymes, voir Granier-Deferre, Granier et Deferre.
Pierre Granier-Deferre, né le  22 juillet 1927 dans le 9e arrondissement de Paris et mort le 16 novembre 2007 dans le 16e arrondissement de Paris, est un réalisateur français.
Il est connu pour être un réalisateur ayant marqué son opposition à la Nouvelle Vague, continuant à faire des films d'une facture traditionnelle. Il est le père de l'écuyère et artiste de cirque Valérie Fratellini, de l'actrice Célia Granier-Deferre et du réalisateur Denys Granier-Deferre.

## Biographie

### Carrière
En 1954, après ses études à l'Institut des hautes études cinématographiques (IDHEC), Pierre Granier-Deferre apprend le métier en tant qu'assistant-réalisateur notamment auprès de Marcel Carné. Il est pour un long temps l'assistant de Marcel Camus et de Jean-Paul Le Chanois.
Il tourne son premier film majeur, Le Petit Garçon de l'ascenseur, en 1961. Jusqu'en 2006, il réalise plus de quarante films et productions télévisées, en travaillant avec des acteurs prestigieux, tels que Simone Signoret, Lino Ventura, Jean Gabin, Alain Delon ou Romy Schneider. Il a également tourné pour la télévision plusieurs épisodes de Maigret avec Bruno Cremer.
En 1965, il réalise La Métamorphose des cloportes, d'après le roman d'Alphonse Boudard. Au début des années 1970, il dirige deux fois Jean Gabin, d'abord  dans le polar La Horse puis dans le drame psychologique Le Chat, première adaptation par Granier-Deferre d'un roman de Georges Simenon et dans lequel Gabin donne la réplique à Simone Signoret.  Ces deux films lancent définitivement sa carrière. 
Granier-Deferre renoue avec Simenon pour son film suivant La Veuve Couderc, avec le duo Alain Delon/Simone Signoret, puis pour Le Train (1973), un film avec Romy Schneider et Jean-Louis Trintignant et se déroulant durant la débâcle de 1940.
Parmi ses autres films de la décennie 1970, on peut citer le drame La Cage (1975), un huis clos dans lequel s'affrontent Lino Ventura et Ingrid Thulin, le film policier Adieu poulet (1975), avec à nouveau Lino Ventura et Patrick Dewaere, et le drame sentimental Une femme à sa fenêtre (1976), adaptation du roman de Pierre Drieu La Rochelle ayant Romy Schneider en vedette.
En 1981, pour le film Une étrange affaire, dans lequel un employé (joué par Gérard Lanvin) subit la séduction subtile de son patron (Michel Piccoli) et succombe à la perte d'identité, il obtient le Prix Louis-Delluc.  L'année suivante, il remporte le César du meilleur scénario pour L'Étoile du Nord, sa quatrième adaptation de Simenon, avec une fois encore Simone Signoret qui, cette fois-ci, partage la vedette avec Philippe Noiret.
En juillet 1982, il devait diriger les acteurs Alain Delon et Romy Schneider sur le tournage du projet de film L'un contre l'autre, mais du fait du décès de l'actrice le 29 mai tout cela est annulé et ne se réalisera jamais, même avec une autre comédienne.
En 1995, il tourne son dernier long-métrage pour le cinéma, Le Petit Garçon. Par la suite, il se consacrera à la réalisation de films pour la télévision, dont plusieurs de la série Maigret.

### Décès et vie privée

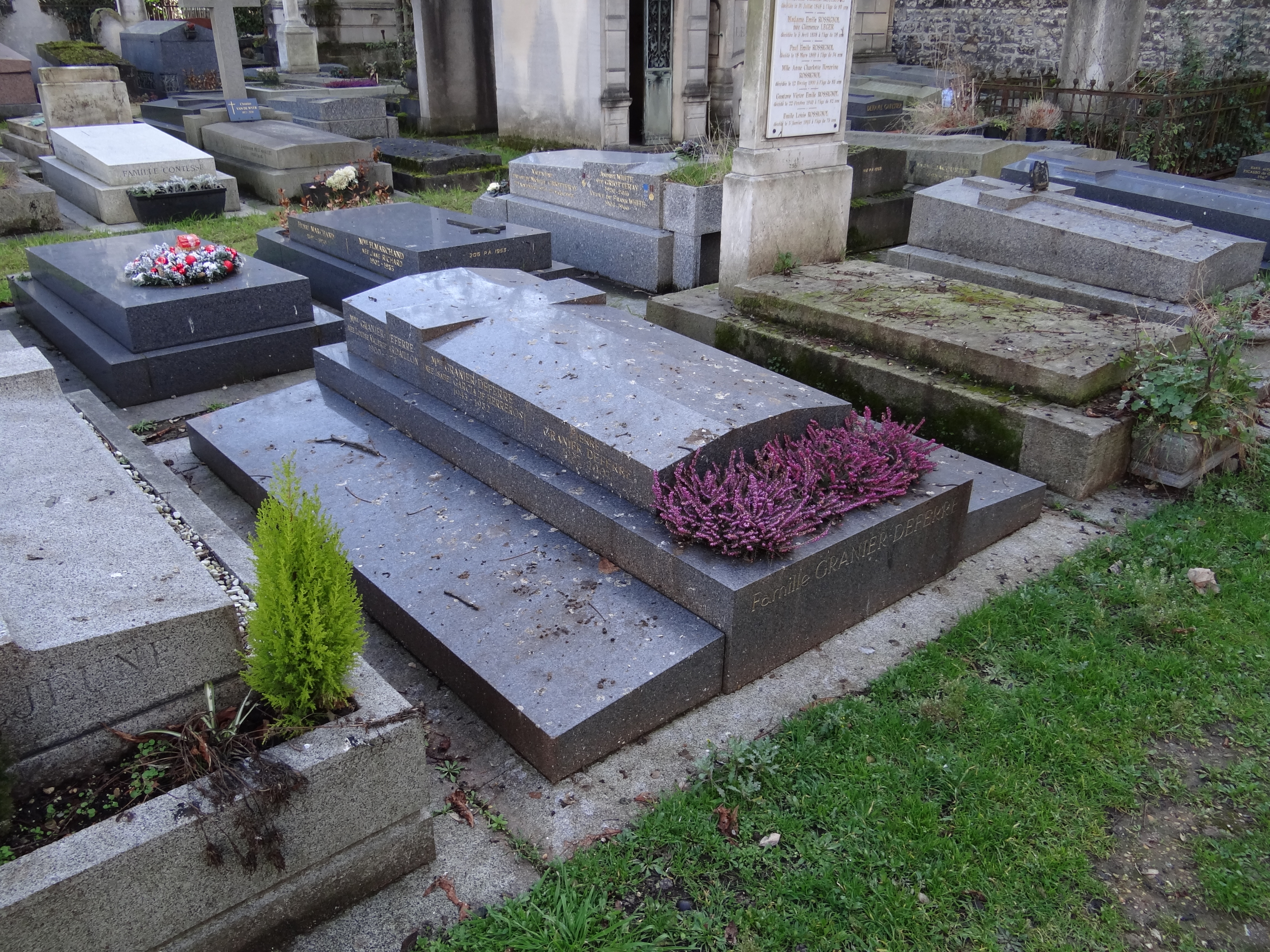
La tombe de Pierre Granier-Deferre au cimetière d'Auteuil à Paris.

Pierre Granier-Deferre meurt à l'âge de 80 ans le 16 novembre 2007 après une hospitalisation de plusieurs semaines. Il est incinéré au cimetière du Père-Lachaise et ses cendres sont inhumées dans le caveau familial du cimetière d'Auteuil (division 5).
De 1967 à 1974, il a été marié à l'actrice britannique Susan Hampshire[réf. souhaitée]. Sa précédente épouse était l'artiste de cirque et actrice Annie Fratellini. Pierre Granier-Deferre a eu six enfants et a été grand-père cinq fois.
Ses enfants sont : Célia Granier-Deferre, actrice ; Denys Granier-Deferre (né le 27 décembre 1949), acteur et réalisateur ; Marie Granier-Deferre, cascadeuse ; Valérie Fratellini (née le 2 janvier 1960) ; Christopher Granier-Deferre, producteur et réalisateur ; Victoria (décédée peu de temps après sa naissance).[réf. nécessaire]

## Filmographie

### Réalisateur et scénariste

#### Cinéma
Pierre Granier-Deferre est scénariste de toutes ses réalisations sauf mention.
- 1961 : Le Petit Garçon de l'ascenseur
- 1962 : Les Aventures de Salavin (sous-titré Confession de minuit)
- 1965 : La Métamorphose des cloportes
- 1965 : Paris au mois d'août
- 1967 : Le Grand Dadais
- 1970 : La Horse
- 1971 : Le Chat
- 1971 : La Veuve Couderc
- 1973 : Le Fils
- 1973 : Le Train
- 1974 : La Race des seigneurs
- 1975 : La Cage
- 1975 : Adieu poulet
- 1976 : Une femme à sa fenêtre
- 1979 : Le Toubib
- 1981 : Une étrange affaire
- 1982 : L'Étoile du Nord
- 1983 : L'Ami de Vincent
- 1985 : L'Homme aux yeux d'argent
- 1986 : Cours privé
- 1987 : Noyade interdite
- 1988 : La Couleur du vent
- 1990 : L'Autrichienne
- 1992 : La Voix
- 1993 : Archipel
- 1995 : Le Petit Garçon

#### Télévision
- 1964 : Un amour de guerre
- 1965 : Histoires d'hommes (téléfilm)
- 1979 : Tu comprends ça soldat ? (Histoires insolites)
- 1995 : Maigret et la vente à la bougie
- 1996 : La dernière fête
- 1997 : Maigret et l'enfant de chœur
- 2001 : Maigret et la fenêtre ouverte

### Scénariste
- Maigret (série télévisée) :
  - 1999 : Madame Quatre et ses enfants
  - 1999 : Meurtre dans un jardin potager
  - 1999 : Un meurtre de première classe
  - 2000 : Maigret voit double
  - 2000 : Maigret chez les riches
  - 2002 : Maigret et le marchand de vin
  - 2002 : Maigret chez le ministre
  - 2002 : Maigret et le fou de Sainte-Clotilde
  - 2003 : Signé Picpus
  - 2004 : Les Scrupules de Maigret

### Assistant
- 1950 : Le Roi des camelots d'André Berthomieu
- 1950 : ...Sans laisser d'adresse de Jean-Paul Le Chanois
- 1951 : La nuit est mon royaume de Georges Lacombe
- 1953 : Belle Mentalité !
- 1953 : Le Portrait de son père de André Berthomieu
- 1954 : L'Air de Paris de Marcel Carné
- 1954 : Papa, maman, la Bonne et moi
- 1955 : Le Village magique de Jean-Paul Le Chanois
- 1956 : Crime et châtiment, de Georges Lampin
- 1957 : À pied, à cheval et en voiture de Maurice Delbez
- 1958 : En légitime défense d'André Berthomieu
- 1958 : Les Grandes Familles de Denys de La Patellière
- 1959 : Rue des prairies de Denys de La Patellière
- 1960 : Un taxi pour Tobrouk de Denys de La Patellière
- 1960 : L'Ours de Edmond Séchan
- 1960 : Une gueule comme la mienne de Frédéric Dard (conseiller technique)

## Distinctions
- 1981 : Prix Louis-Delluc pour Une étrange affaire[réf. souhaitée]
- 1982 : César du meilleur scénario pour L'Étoile du Nord, d'après Georges Simenon.[réf. souhaitée]